# ViOne Media
ViOne Media es una plataforma de comunicación española que produce contenido centrado en la batalla cultural, abordando temas como comunicación, economía, geopolítica, historia, liberalismo, política y sociedad.

## Historia
La creación de ViOne Media fue anunciada por Jano García el 18 de septiembre de 2023. La plataforma se constituyó legalmente como sociedad limitada el 19 de junio de 2023, bajo el nombre de VIONE MEDIA SL., con sede en Madrid y un capital social de 3.000 euros.

## Contenido y Programas
La plataforma ofrece una variedad de podcasts y programas que se transmiten en YouTube e iVoox, incluyendo títulos como:
- "En Libertad"
- "Pedazos de historia"
- "Economía en Llamas"
- "Lo que no te han contado"
- "El Refugio"
- "La Taberna Ilustrada"

Estos programas abarcan análisis y debates sobre temas de actualidad nacional e internacional, cultura, historia y economía, con tertulias y entrevistas.